# وانو مورادلی
وانو مورادلی (گرجی: ვანო მურადელი؛ Вано Ильич Мурадели زاده آوریل ۶ [سبک قدیمی: مارس ۲۴] ۱۸۴۸ – درگذشته ۱۴ اوت ۱۹۷۰) آهنگ‌ساز اهل ارمنستان بود. وی بین سال‌های تا میلادی فعالیت می‌کرد.

## زندگی‌نامه
در ۶ آوریل ۱۹۰۸ در گوری (آن زمان بخشی از امپراتوری روسیه) از والدینی ارمنی-گرجی به دنیا آمد وی در سال ۱۹۳۱ از کنسرواتوار دولتی تفلیس فارغ‌التحصیل شد. از سال ۱۹۳۴ تا ۱۹۳۸ وی در کنسرواتوار دولتی چایکوفسکی مسکو فعالیت نمود. از سال ۱۹۴۲ تا ۱۹۴۴ وی عضو نیروی دریایی شوروی بود وی همچنین برندهٔ جوایزی همچون جایزه هنرمند مردمی اتحاد جماهیر شوروی، جایزه دولتی اتحاد شوروی، ژوزف استالین، هنرمند مردمی جمهوری شوروی فدراتیو سوسیالیستی روسیه و نشان لنین شده است. وی در ۱۴ اوت ۱۹۷۰ در سن ۶۲ سالگی در تومسک درگذشت.

## نگارخانه

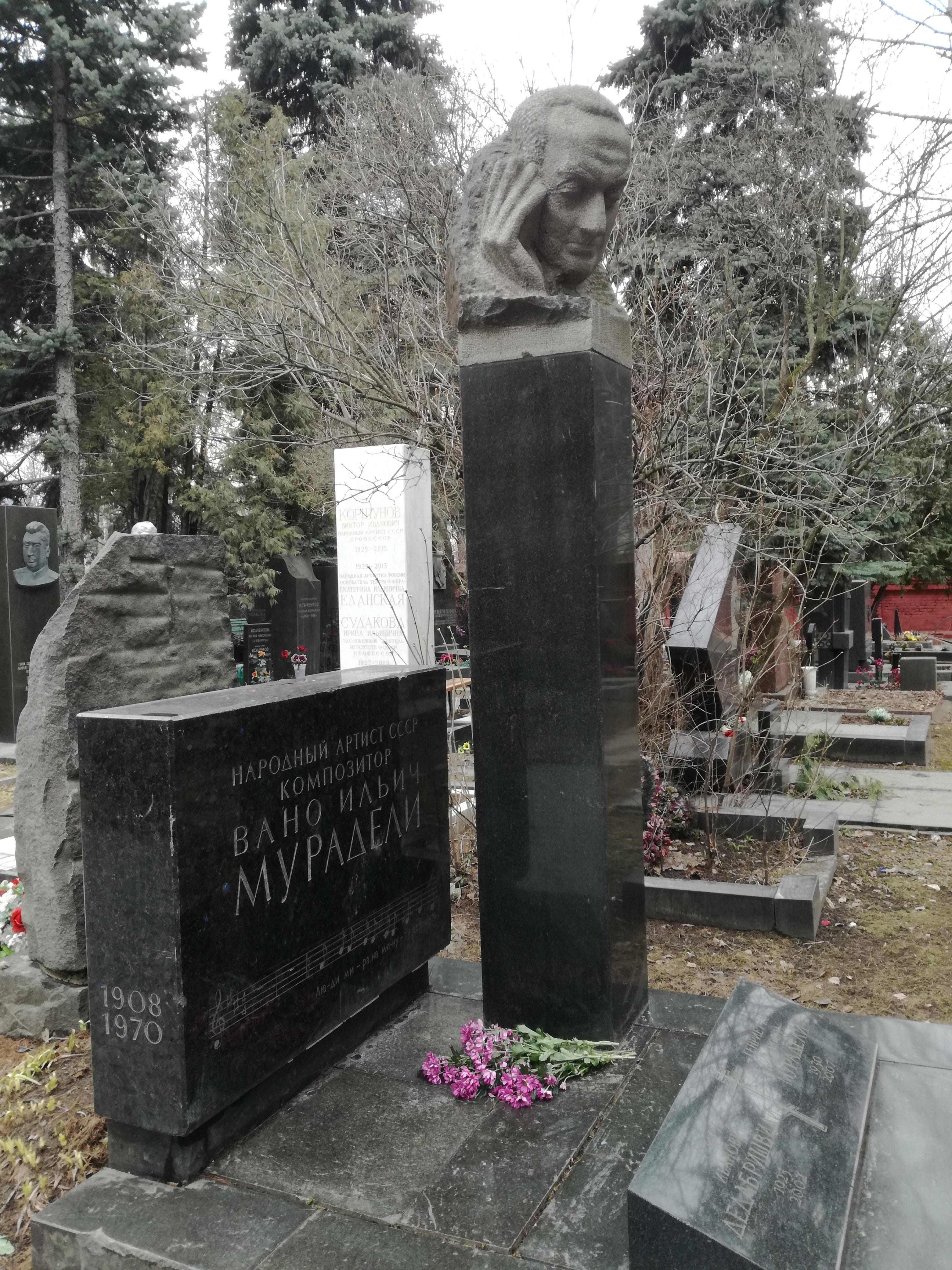